# Destiny-Klasse
Die Destiny-Klasse wurde als Baureihe von Post-Panamax-Kreuzfahrtschiffen in der ersten Hälfte der 1990er Jahre von dem italienischen Schiffbaukonzern Fincantieri und der amerikanischen Reederei Carnival Cruise Lines entwickelt. In der geplanten Form wurde jedoch nur das Typschiff gebaut, das mit einer Vermessung von über 100.000 BRZ im Jahr 1996 das größte Kreuzfahrtschiff der Welt war.
Der Destiny-Entwurf diente in den folgenden Jahren als Grundlage für die 16 Schiffe der Triumph-, Conquest- und Concordia-Klasse. Auch die Schiffe der Dream-Klasse, die ab 2008 entstanden, sowie die Schiffe der Vista-Klasse lassen sich auf die Destiny-Klasse zurückführen.
Das Design stammt von Joseph Farcus und ist durch einen extrem kurzen Bug und einen geräumigen Rumpf gekennzeichnet. Dadurch sind die Schiffe in erster Linie für Einsätze in den ruhigen Gewässern der klassischen Kreuzfahrtregionen (Karibik, Mittelmeer) und weniger für Atlantiküberquerungen geeignet.
Die Triumph-Klasse entstand Ende der 1990er Jahre als direkte Weiterentwicklung der Destiny-Klasse. Sie wurde bei gleichen Rumpfabmessungen und vergleichbarer Technik um ein weiteres Passagierdeck (Deck 10 – Panorama Deck) erweitert. Trotz der vergleichsweise geringen Modifikation wird die Baureihe von Carnival Cruise Lines als eigenständige Bauklasse geführt. Nachdem die Reederei zwei Schiffe in Dienst gestellt hatte, wurde dieses Baumuster auch für zwei Schiffe der Reederei Costa Crociere genutzt.

## Maschinenanlage und Antrieb
Die Schiffe der Destiny- und der Triumph-Klasse sind mit dieselelektrischen Maschinenanlagen ausgerüstet. Bei den vier 16-Zylinder-Dieselmotoren und den beiden 12-Zylinder-Dieselmotoren handelt es sich um Entwicklungen von Sulzer (Baureihe ZA40S), die zunächst von GMT (Grandi Motori Trieste), später von Wärtsilä in Lizenz gebaut wurden. Die Motoren entwickeln bei einer Drehzahl von 514/min eine Zylinderleistung von 720 kW (ca. 980 PS) und treiben jeweils einen Generator von ABB an, dessen Nennspannung 6,6 kV beträgt. Diese Generatorensätze versorgen das komplette Schiff mit elektrischer Energie.
Der Antrieb der Schiffe ist konventionell mit Wellenanlage und Ruder ausgeführt. Dabei wirken zwei Drehstrommotoren direkt auf die beiden Festpropeller. Als Manövrierhilfe sind drei Querstrahlsteueranlagen im Bug sowie drei baugleiche Anlagen im Heck installiert. Deren Verstellpropeller werden von Elektromotoren mit einer Leistung von je 1.720 kW (ca. 2.340 PS) angetrieben. Ein Paar Flossenstabilisatoren dämpft Rollbewegungen.

## Ausstattung
Die Destiny-Klasse ist mit 12 Passagierdecks ausgestattet und für ca. 2.600 bis 3.400 Passagiere konzipiert. Die Schiffe der Triumph-Klasse bieten Kapazität für ca. 2.700 bis 3.500 Passagiere auf 13 Passagierdecks.

## Übersicht
| Name             | Baunummer | IMO     | Ablieferung | Vermessung                          | Eigner                    | Status/Verbleib                                      |
| ---------------- | --------- | ------- | ----------- | ----------------------------------- | ------------------------- | ---------------------------------------------------- |
| Carnival Destiny | 5941      | 9070058 | Nov. 1996   | 101.353 BRZ 102.853 BRZ (seit 2013) | Carnival Cruise Line      | Typschiff, seit 2013: Carnival Sunshine              |
| Carnival Triumph | 5979      | 9138850 | Juli 1999   | 101.509 BRZ                         | Carnival Cruise Line      | Typschiff, seit 2019: Carnival Sunrise               |
| Carnival Victory | 6045      | 9172648 | Aug. 2000   | 101.509 BRZ                         | Carnival Cruise Line      | seit 2021: Carnival Radiance; in Dienst              |
| Costa Fortuna    | 6086      | 9239783 | Nov. 2003   | 102.587 BRZ                         | Costa Crociere            | in Dienst                                            |
| Costa Magica     | 6087      | 9239795 | Nov. 2004   | 102.587 BRZ                         | Costa Crociere (bis 2023) | 2023: Mykonos Magic, seit 2024: Goddess of the Night |

## Galerie

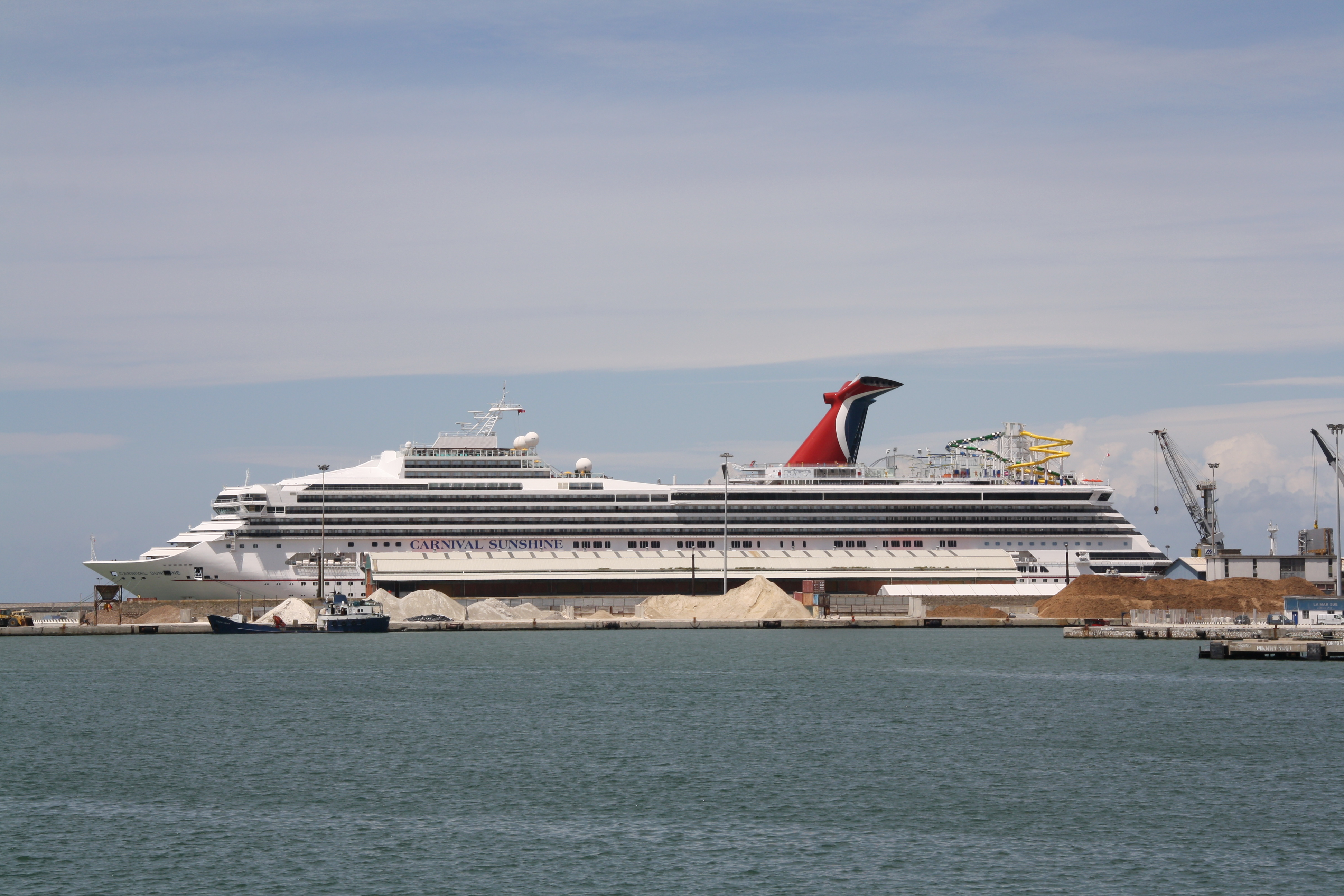
Die Carnival Destiny, hier bereits als Carnival Sunshine
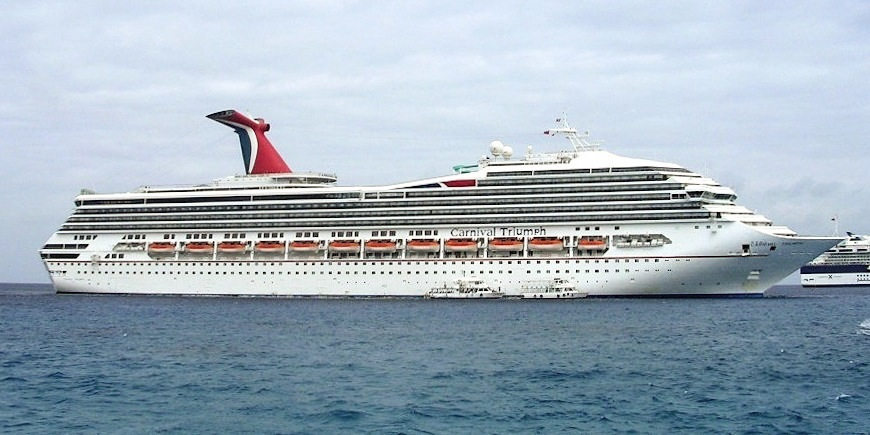
Carnival Triumph
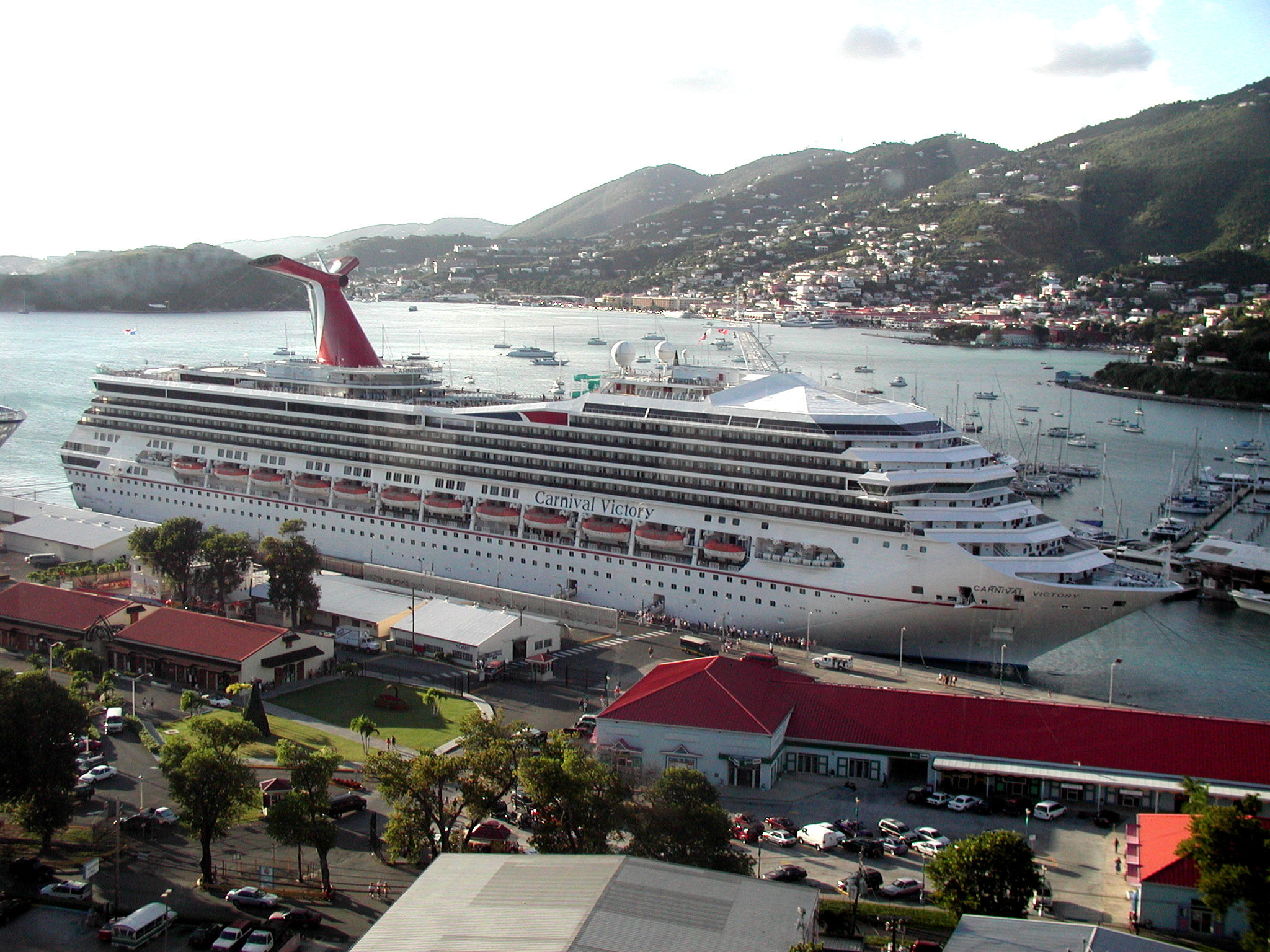
Carnival Victory
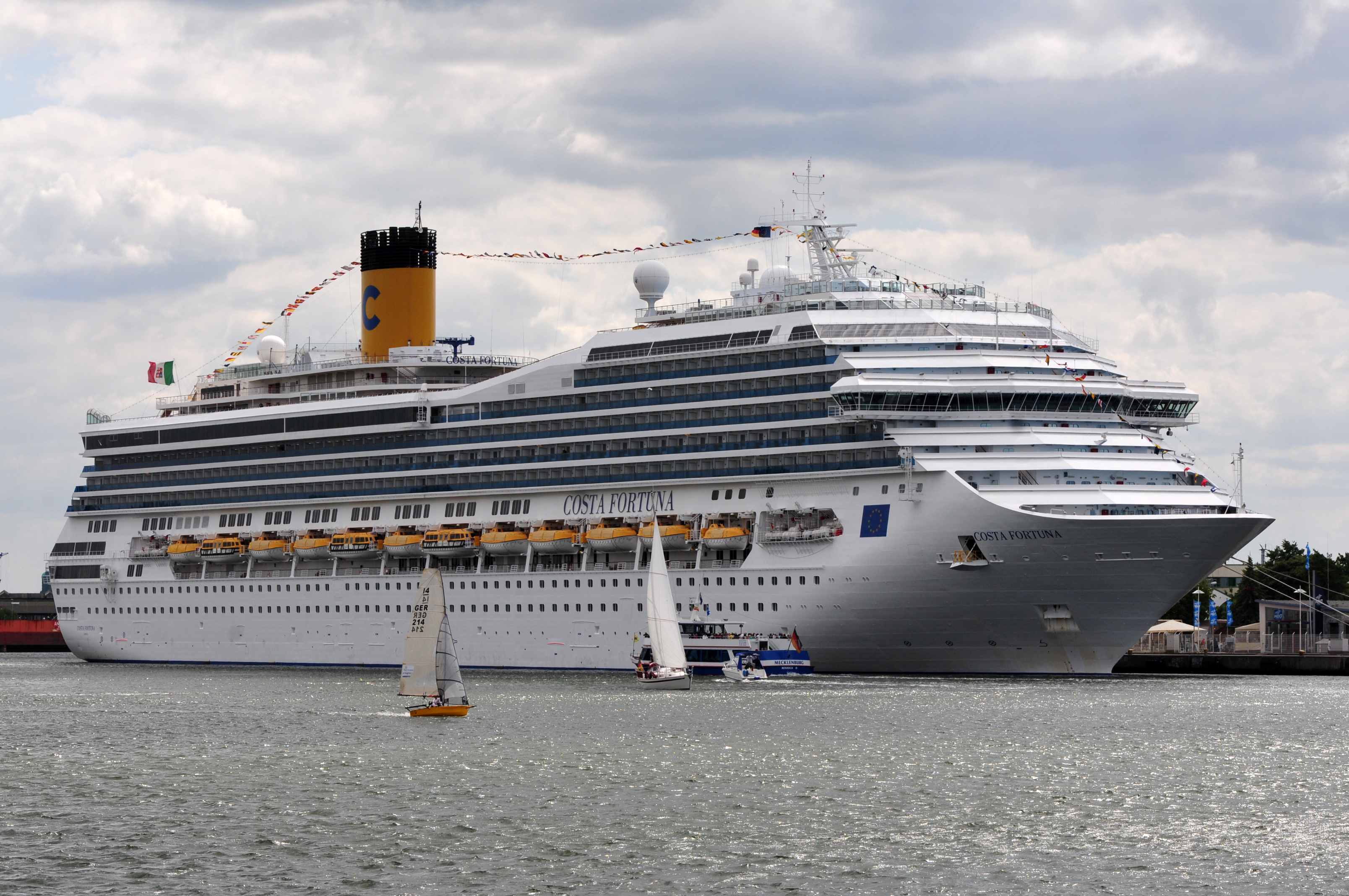
Costa Fortuna
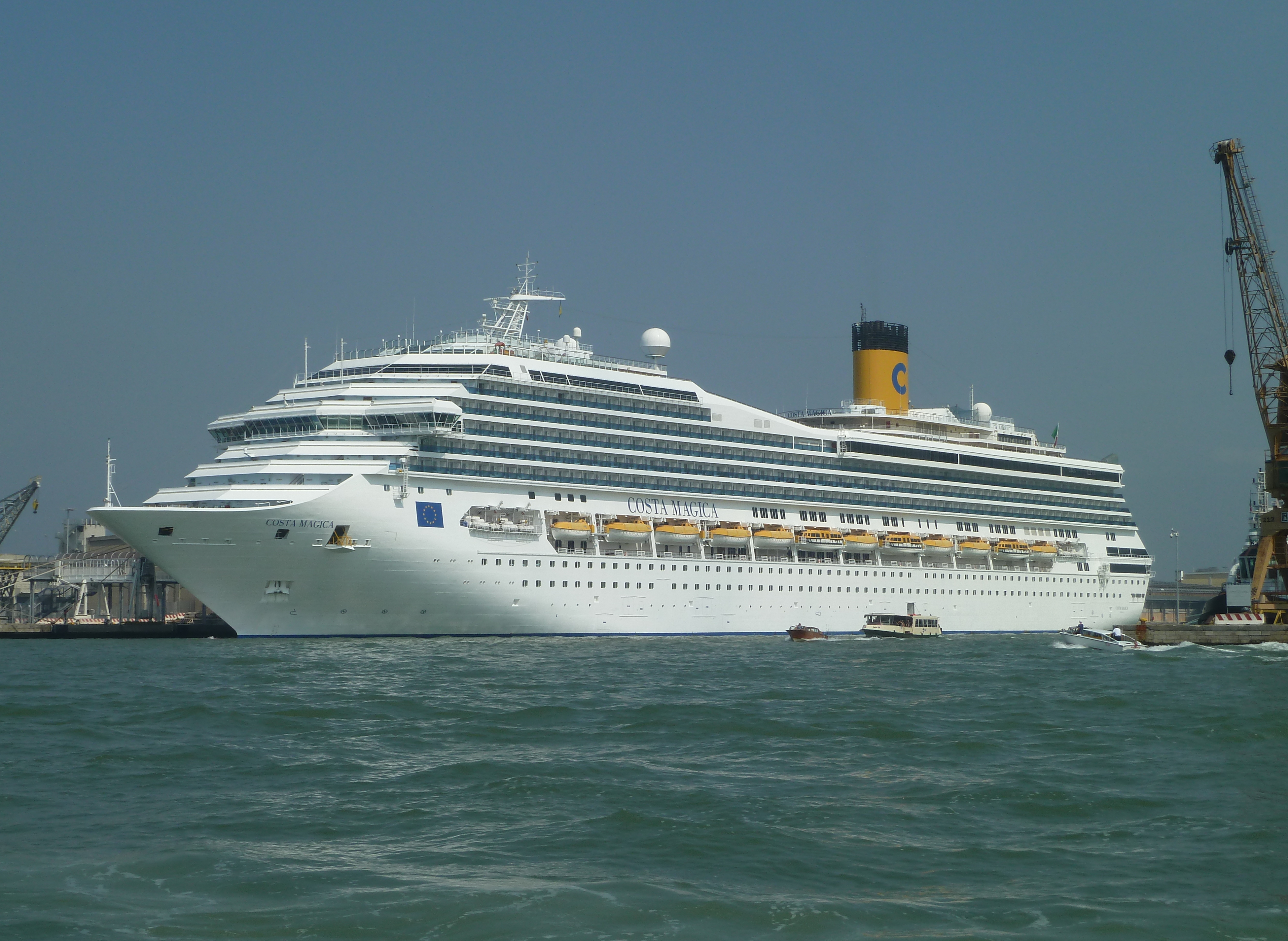
Costa Magica